# Hypognatha testudinaria
Hypognatha testudinaria là một loài nhện trong họ Araneidae.
Loài này thuộc chi Hypognatha. Hypognatha testudinaria được Władysław Taczanowski miêu tả năm 1879.